# 錣山部屋

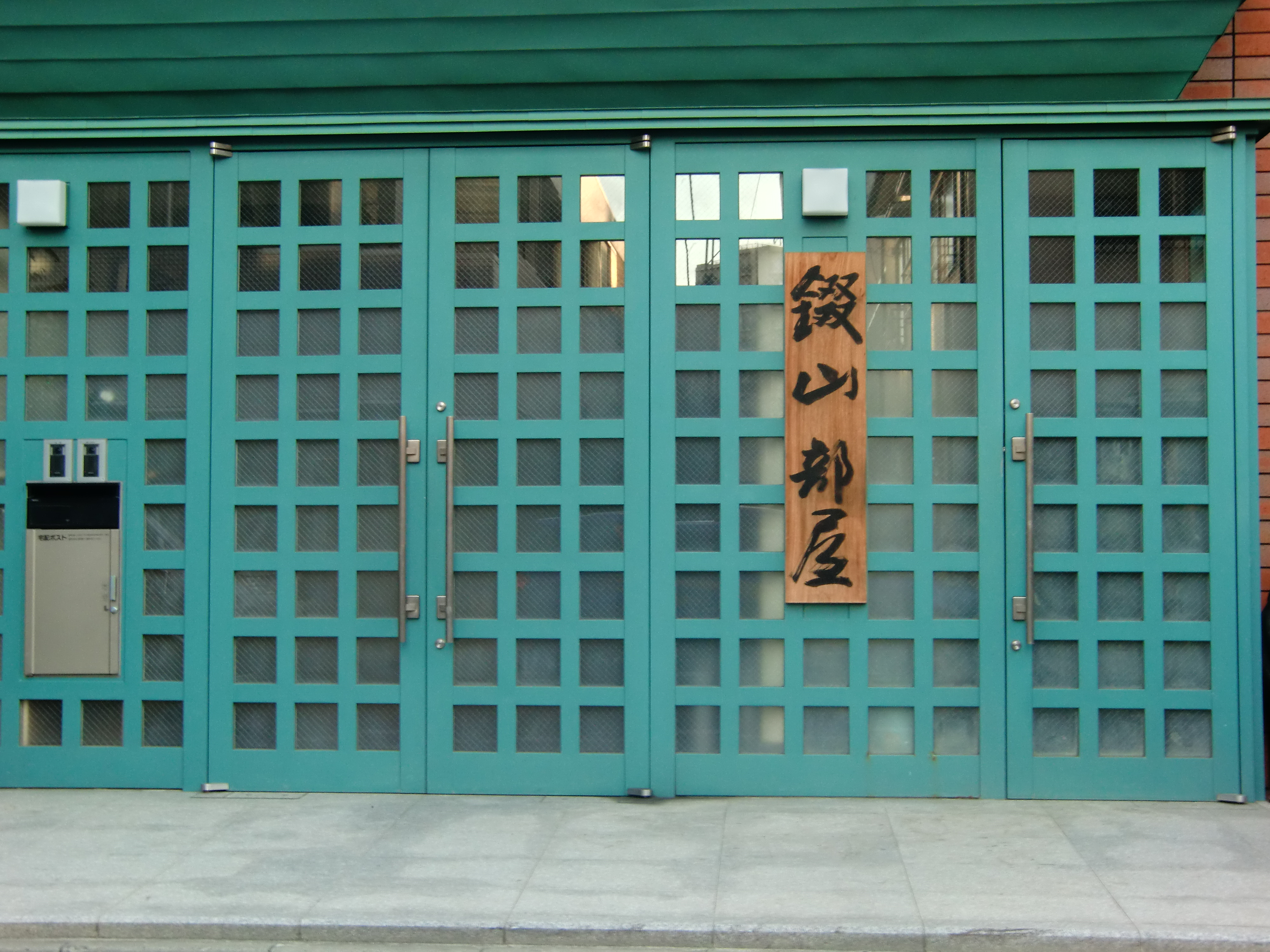
錣山部屋

錣山部屋（しころやまべや）は、日本相撲協会所属の相撲部屋。現在は二所ノ関一門に所属している。

## 歴史
2002年9月場所限りで現役を引退して、以降は井筒部屋の部屋付き親方となっていた年寄・20代錣山（元関脇・寺尾）が、2004年1月27日付で2人の内弟子を連れて井筒部屋から分家独立して錣山部屋を創設した。2006年12月に東京都江東区に部屋を構えた。現役時代に人気力士だった親方の部屋ということで、部屋創設1年で所属力士が10人を越え、中規模な部屋となった。
2006年1月場所において豊真将が新十両へ昇進し、部屋史上初となる関取が誕生した。
2017年12月18日付で、これまで所属していた時津風一門を湊部屋とともに離脱し、どこの一門にも属しない無所属となった。これは、当時日本相撲協会執行部と対立していた貴乃花一門と近い関係であったことによるものであった。しかしその後、2018年7月には貴乃花一門は解散、同時に部屋は必ず一門に属さねばならないとの決定を協会が行ったため、9月21日に旧貴乃花一門の阿武松部屋、大嶽部屋、千賀ノ浦部屋、同じく無所属であった湊部屋とともに二所ノ関一門に加入した。
2023年12月17日、20代錣山が死去した。20代錣山の生前に、部屋付き親方の19代立田川（元小結・豊真将）を後継とする意向も示されていた事から、19代立田川が師匠代行として翌2024年1月場所まで指揮した後、2024年2月23日付で21代錣山を襲名、正式に部屋を継承した。

## 所在地
- 東京都江東区清澄三丁目6-2
- 都営地下鉄大江戸線、東京メトロ半蔵門線各清澄白河駅徒歩3分

## 師匠
- 20代：錣山矩幸→錣山瑛一（しころやま つねゆき→しころやま えいいち、関脇・寺尾、鹿児島）
- 師匠代行：立田川 豊英（たつたがわ とよひで、小結・豊真将、山口）※20代死去に伴い代行
- 21代：錣山矩幸（しころやま つねゆき、小結・豊真将、山口）

## 力士

### 現役の関取経験力士
- 阿炎政虎（関脇・埼玉）20代、21代弟子

### 幕内
小結
- 豊真将紀行（山口）20代弟子

前頭
- 青狼武士（前14・モンゴル）20代弟子

### 十両
- 彩尊光（十11・埼玉）20代弟子
- 王輝嘉助（十13・新潟）20代、21代弟子